# Солонцюватка
Солонцюва́тка — село в Україні, у Кетрисанівській сільській громаді Кропивницького району Кіровоградської області. Населення становить ▼107 осіб. Колишній центр Солонцюватської сільської ради.

## Населення
Згідно з переписом УРСР 1989 року чисельність наявного населення села становила 179 осіб, з яких 75 чоловіків та 104 жінки.
За переписом населення України 2001 року в селі мешкало 150 осіб.

### Мова
Розподіл населення за рідною мовою за даними перепису 2001 року:
| Мова       | Відсоток |
| ---------- | -------- |
| українська | 86,67 %  |
| молдовська | 10,67 %  |
| російська  | 2,67 %   |